# Victorhensenoides arntzi
Victorhensenoides arntzi is een vlokreeftensoort uit de familie van de Cyproideidae. De wetenschappelijke naam van de soort is voor het eerst geldig gepubliceerd in 1996 door Rauschert.